# Store Koldewey
Het Store Koldewey is een onbewoond eiland in Nationaal park Noordoost-Groenland in het oosten van Groenland.

## Geografie
Het is een langgerekt noord-zuid georiënteerd eiland met een lengte van ongeveer 100 kilometer. Ongeveer halverwege de noordelijke helft van het eiland snijdt vanuit het westen het Bergfjord in het eiland.
Het gebied wordt in het noorden begrensd door de Stormbugt, in het noordoosten door de zeestraat Lille Bælt (met erachter de parallelle zeestraat Øresund), in het oosten door de Groenlandzee en in het westen door de Store Bælt en de Dove Bugt.
Aan de overzijde van het water ligt in het noorden het Germanialand, in het noordoosten Lille Koldewey, in het zuidwesten Koningin Margrethe II-land en het Koningin Margrethe II-land en in het westen Ad. S. Jensenland.